# Neuroprótesis

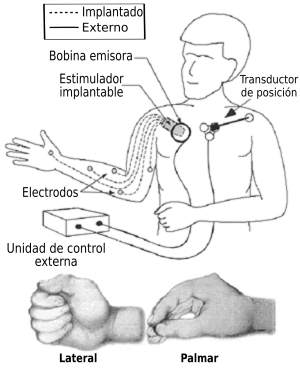
Esquema de la neuroprótesis que muestra la unidad de control externa y el transductor de posición montado en el hombro, junto con el estimulador implantado y los electrodos. También se muestran ilustraciones de la prehensión lateral y palmar.

Una neuroprótesis es la implantación de un chip en el cerebro. Este tipo de técnicas se están estudiando principalmente con la finalidad de dotar de movilidad a personas parapléjicas, amputadas o con dificultades motrices.

## Procedimiento
Esto se logra mediante la creación de modelos matemáticos biológicamente realistas de las funciones del cerebro, la producción de microchips biomiméticos que incorporan estos modelos y su integración al sistema nervioso central.
El procedimiento consiste en la implantación de microchips de silicio dotados de finos electrodos en el cerebro. Los primeros microchips utilizados utilizaban grandes cantidades de metal, lo que provocaba el rechazo por parte del portador, cosa que con los microchips de silicio no ocurre. Además, se trabaja con electrodos de oro, ya que este metal también provoca un menor rechazo.

## Experimentos animales
En 2007 los experimentos de implantación de chips en animales con el fin de controlar funciones superiores han sido un éxito. Estos experimentos se vienen realizando desde los años 1980, si bien la mejora del material informático ha impulsado mucho este campo.
Mediante experimentos con monos John Donoghue, pionero de este campo adscrito a la Universidad de Brown en Providence, demostró en 2002 que mediante el control de solamente entre 7 y 30 neuronas se puede controlar el movimiento de una mano.
El mismo año, Andrew Schwartz, de la Universidad de Pittsburgh, consiguió que sus monos se alimentaran mediante un brazo mecánico que controlaba con una neuroprótesis.
Otro investigador, Miguel Nicolelis, de la Universidad de Duke en Carolina del Norte, realizó simultáneamente experimentos similares, logrando que sus monos movieran a voluntad una mano artificial recompensándolos con caricias.

## Experiencia en humanos
La transmisión sináptica ha sido estudiada mediante la neurociencia con excelentes resultados. Los receptores de los nervios sensitivos en la piel detectan las sensaciones y envían una señal al cerebro. La señal recorre el nervio sensitivo hasta la médula espinal. Una sinapsis en la médula espinal conecta el nervio sensitivo a un nervio de la médula espinal.
El nervio cruza al lado opuesto de la médula espinal. La señal asciende por esta y una sinapsis en el tálamo conecta la médula espinal a las fibras nerviosas que llevan la señal a la corteza sensorial. La corteza sensorial percibe la señal e impulsa a la corteza motora a generar una señal de movimiento.
El nervio que lleva la señal cruza al otro lado en la base del cerebro, la señal desciende por la médula espinal. Una sinapsis conecta la médula espinal al nervio motor. La señal a lo largo del nervio motor alcanza el final de la placa motora, desde donde estimula el movimiento muscular. 
Además, se ha logrado traducir los impulsos neuronales para hacerlos capaces de mover un cursor de ratón o incluso prótesis. Los estudios para extender esa transmisión a extremidades propias cuya movilidad se ha perdido están en marcha.
El BrainGate es una interfaz cerebro-ordenador (ICC), o tecnología BCI (Brain-Computer Interface), gracias al cual los investigadores que trabajan con él, con John Donoghue a la cabeza esperan permitir la recuperación de la movilidad a personas parapléjicas.

## Ética
Estas técnicas no dejan de ser manipulaciones del cerebro, con lo que cuentan con detractores que alegan que se trata de una agresión contra la conciencia humana. LLevada a su máxima expresión, estas técnicas podrían conducir al control de una persona por parte de otras.
Se ha llegado a hablar de que la línea de investigación del ejército de los Estados Unidos iría en el sentido de crear soldados cibernéticos que pudieran controlar a distancia mediante interfaces cerebro ordenador (ICC). De hecho, los investigadores nombrados, Nicoelis, Schwartz y Donoghue, son subvencionados por el Pentágono a través de la Agencia de Proyectos Avanzados de Investigación para la Defensa (DARPA).